# Alan Henderson Gardiner
Alan Henderson Gardiner (ur. 1879, zm. 1963) – angielski językoznawca, specjalizujący się w egiptologii. Był profesorem Uniwersytetu w Oksfordzie. Napisał między innymi gramatykę języka egipskiego (Egyptian Grammar, 1927) i The Theory of Speech and Language (1932). Ustalił listę podstawowych znaków hieroglificznych, obejmującą osiemset symboli. Jego wnukiem jest John Eliot Gardiner, dyrygent.